# Gaspar de Teves y Tello de Guzmán
Pour les articles homonymes, voir Guzmán.
Gaspar de Teves y Tello de Guzmán (1608-1673), marquis de Fuente est un ambassadeur royal espagnol.

## Biographie
Il fut maire de Séville, gentilhomme de la chambre de Ferdinand d'Autriche, chevalier de l'ordre de Santiago et ambassadeur en France  de 1661 à 1667, en Allemagne et à Venise. Il fut le premier marquis de Fuente ordonné par Philippe IV (roi d'Espagne) le 26 février 1633.